# Kurzív kínai írás
A kurzív írás (vagy más néven: fogalmazóírás vagy „fű-írás”) a kínai írás kézírásos, artisztikus változata, amely a Keleti Han-korban jelent meg, de például a kalligráfia máig kedvelt írásformája, nem csak Kínában, hanem Kelet-Ázsia több országában is.

## Elnevezése
A kurzív írás kínai elnevezésében (cao-su (caoshu) 草書) szereplő cao (cao) 草 írásjegy jelentése ebben a helyzetben: 'kapkodó', 'elnagyolt', 'vázlatos'; a su (shu) 書 szó jelentése pedig 'írás'. A kifejezés az írásmód formajegyeire utal, hiszen elnagyolt, artisztikus vonalvezetésével, egyéni ízlés szerint kialakított arányaival leginkább ez különbözik a hagyományosan szabályosnak tekintett írástól, a kaj-su (kaishu)tól.
Mivel a cao (cao) 草 elsődleges jelentése az, hogy 'fű', tévesen olykor „fű-írásnak” is nevezik. Ez a félreértés nem csupán magyar keletű, az angol hivatkozásokban is gyakorta előfordul a „Grass script” vagy „Grass style” fordítás. Egy másik gyakori magyarított elnevezése a „fogalmazó írás”.

## Története
Már a Han-korban kialakult az akkor hivatalosnak számító kancellár írás könnyedebb, kevésbé szabályos kézírásos változata. Ez a formát ekkor caolü (caolü)nek 草率, vagyis „elnagyolt-kapkodónak” nevezték. Csang (Zhang) 章 császár (i. sz. 57-88) igen kedvelte a hivatalos kancellár írás ezen változatát és maga is előszeretettel írt ezzel a stílussal. Az ő kézírása nyomán nevezték el a Csan cao (Zhan cao)nak 章草, vagy a „Csan (Zhan)-féle elnagyolt” írásnak. Chang (Zhang) császár kurzív kézírásában az írásjegyek még nem kapcsolódnak össze, és az olvashatóság tekintetében sem különbözik drasztikusan a félkurzív írástól.
A szabályos kaj-su (kaishu) megjelenését követően a kurzív írás is szabadabbá vált, formajegyeiben erőteljesebben elszakadt a félkurzív írástól. Az elnevezése ekkortól csin-cao (jincao) „modern elnagyolt” írás, illetve hsziao-cao (xiaocao) 小草, vagyis „kis elnagyolt” írás lett. A kurzív írás ezen változatának már név szerint ismert mesterei is voltak, akiket máig a legjelentősebb kínai kalligráfusok között tartanak számon. Ilyen volt például Vang Hszi-cse (Wang Xizhi) 王羲之 (303–361) vagy Vang Hszien-cse (Wang Xianzhi) 王献之 (344–386).
A írás művészetté formálódásával a kurzív írás jelentős formai átalakuláson ment keresztül. A Tang-dinasztia idején már általánosan használt kalligráfiai stílusnak számított, s olykor az „őrült elnagyolt” (tu-cao (ducao) 狂草) stílusként hivatkoztak rá.
A kínai írás koreai és japán átvételével a kínai írásstílusok és a kalligráfiai gyakorlata is átkerült Koreába és Japánban. A kurzív írás koreaiul choseo 초서 néven vált ismertté, míg japánul szósotai そうしょたい (草書体) néven a zen piktúra és kalligráfia jellegzetes és legfontosabb stílusává vált.

## Formajegyei, használata
A kurzív írás a kínai írásnak már olyan gyors vonalvezetésű, elnagyolt változata, amely a korábban kialakított szabályok közül első ránézésre szinte semmit nem tart be. Valójában a kurzív írásnak is megvannak a maga sajátos szabályai. Jellegzetessége, hogy igen gyakran több írásjegyet is összekapcsol, az egyes írásjegyek egymáshoz viszonyított arányait, nagyságát pedig eltúlozza - kihangsúlyozza vagy épp elsorvasztja azokat. Nyilvánvaló, hogy nem általános használatra készült, hanem az egyéni stílus megjelenítésének kiváló és művészi eszköze. Nem csak olvasása kíván magas fokú szakmai tapasztalatot, hanem írásának igazi mestere is kevés akad. Épp ezért egy-egy kalligráfus mester sajátos, jellemző stílusát időről-időre mindig előszeretettel követték, utánozták.